# André Gahinet
André Gahinet (* 12. Oktober 1941 in Locoal-Mendon) ist ein ehemaliger französischer Autorennfahrer, der seine Rennen unter dem Pseudonym Segolen bestritt.

## Karriere im Motorsport
André Gahinet begann seine Karriere bei französischen Touren- und Sportwagenrennen Ende der 1960er-Jahre. 1970 fuhr er sein erstes internationales Rennen, als er bei der Tour de France für Automobile dieses Jahres am Start war. 1975 debütierte er beim 24-Stunden-Rennen von Le Mans. Der Porsche 911SC, dessen Steuer er sich mit Jean-Yves Gadal teilte, fiel schon nach sechs Runden mit einem Zündungsschaden aus.
Seine erste Zielankunft in Le Mans feierte er 1976, als er Zwölfter in der Gesamtwertung wurde und die Rennklasse für GT-Rennwagen gewann. Dieser 12. Rang war gleichzeitig die beste Platzierung Gahinets bei diesem Langstreckenrennen. Anfang der 2000er-Jahre stieg er in die französische GT-Meisterschaft ein und beendete nach Ablauf der Rennsaison 2002 seine Rennkarriere.

## Statistik

### Le-Mans-Ergebnisse
| Jahr | Team                    | Fahrzeug                | Teamkollege     | Teamkollege           | Platzierung             | Ausfallgrund     |
| ---- | ----------------------- | ----------------------- | --------------- | --------------------- | ----------------------- | ---------------- |
| 1975 | Jean-Yves Gadal         | Porsche 911SC           | Jean-Yves Gadal |                       | Ausfall                 | Zündungsschaden  |
| 1976 | André Gahinet           | Porsche 911 Carrera RSR | Jean-Yves Gadal | Michel Ouvière        | Rang 12 und Klassensieg |                  |
| 1977 | Joël Laplacette         | Porsche 911 Carrera RSR | Joël Laplacette | Yves Courage          | Ausfall                 | Gleichlaufgelenk |
| 1978 | Bienvault André Gahinet | Porsche 934             | Christian Bussi | Jean-Claude Briavoine | Rang 17                 |                  |
| 1984 | Michel Lateste          | Porsche 930             | Michel Lateste  | Michel Bienvault      | Ausfall                 | Zylinderschaden  |